# Labarde (Gironde)
Pour les articles homonymes, voir La Barde.
Labarde est une commune du Sud-Ouest de la France, située dans le département de la Gironde (région Nouvelle-Aquitaine).
Ses habitants s'appellent les Labardais.

## Géographie

### Localisation
La commune de Labarde, traversée par le 45e parallèle nord, est de ce fait située à égale distance du pôle Nord et de l'équateur terrestre (environ 5 000 km).
Labarde est un village du Médoc au sud de Margaux-Cantenac.

### Communes limitrophes
Les communes limitrophes sont  Arsac, Macau et Margaux-Cantenac.
| Margaux-Cantenac |         |       |
|                  | Labarde | Macau |
| Arsac            |         |       |

### Climat
Pour des articles plus généraux, voir Climat de la Nouvelle-Aquitaine et Climat de la Gironde.
Historiquement, la commune est exposée à un climat océanique aquitain.  
En 2020, Météo-France publie une typologie des climats de la France métropolitaine dans laquelle la commune est exposée à un climat océanique et est dans la région climatique  Aquitaine, Gascogne, caractérisée par une pluviométrie abondante au printemps, modérée en automne, un faible ensoleillement au printemps, un été chaud (19,5 °C), des vents faibles, des brouillards fréquents en automne et en hiver et des orages fréquents en été (15 à 20 jours).
Pour la période 1971-2000, la température annuelle moyenne est de 12,8 °C, avec une amplitude thermique annuelle de 14,3 °C. Le cumul annuel moyen de précipitations est de 938 mm, avec 12,4 jours de précipitations en janvier et 7 jours en juillet. Pour la période 1991-2020, la température moyenne annuelle observée sur la station météorologique la plus proche, située sur la commune de Saint-Gervais à 14 km à vol d'oiseau, est de 13,9 °C et le cumul annuel moyen de précipitations est de 824,9 mm,. Pour l'avenir, les paramètres climatiques de la commune estimés pour 2050 selon différents scénarios d’émission de gaz à effet de serre sont consultables sur un site dédié publié par Météo-France en novembre 2022.

## Urbanisme

### Typologie
Au 1er janvier 2024, Labarde est catégorisée commune rurale à habitat dispersé, selon la nouvelle grille communale de densité à sept niveaux définie par l'Insee en 2022.
Elle est située hors unité urbaine. Par ailleurs la commune fait partie de l'aire d'attraction de Bordeaux, dont elle est une commune de la couronne,. Cette aire, qui regroupe 275 communes, est catégorisée dans les aires de 700 000 habitants ou plus (hors Paris),.

### Occupation des sols

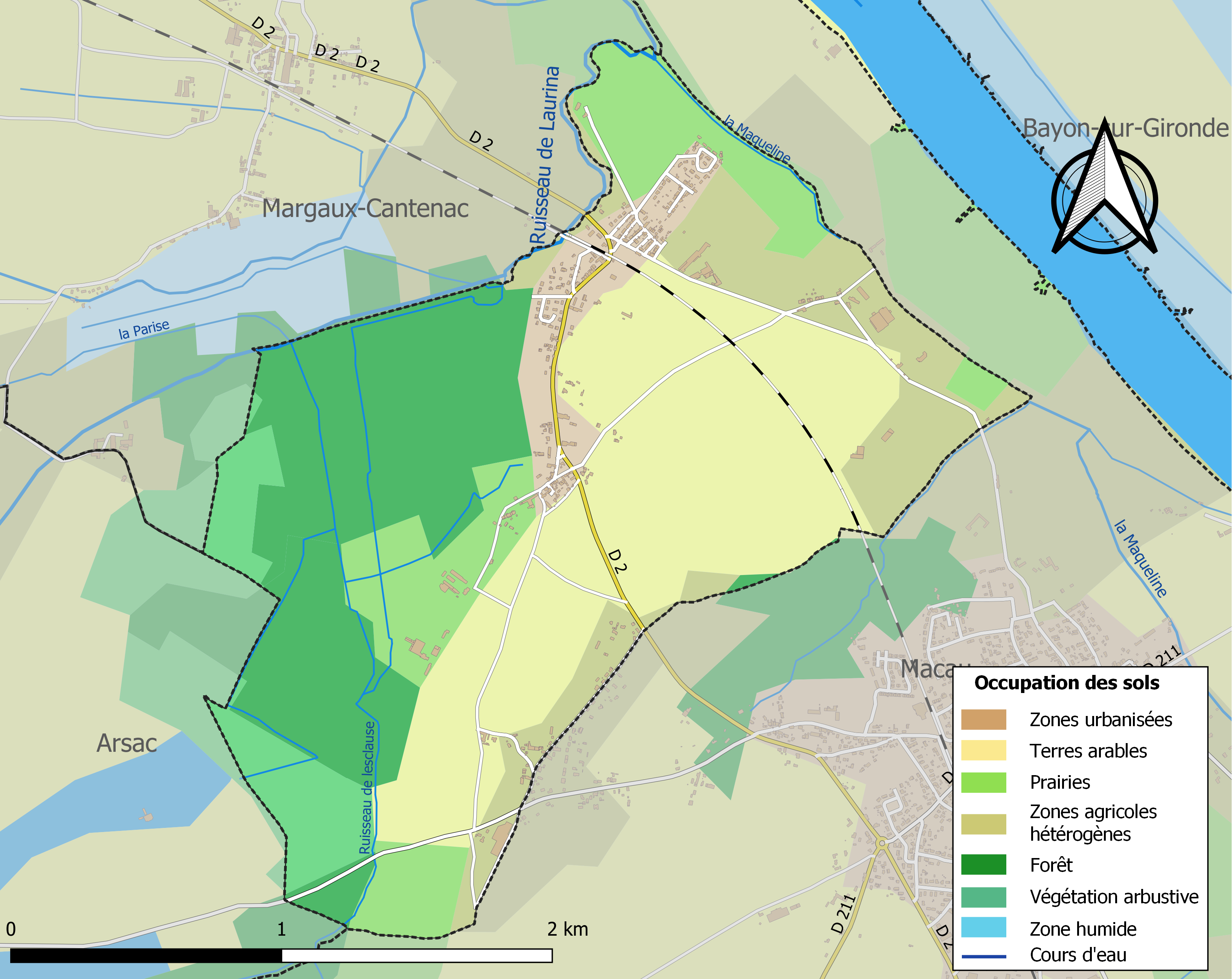
Carte des infrastructures et de l'occupation des sols de la commune en 2018 (CLC).

L'occupation des sols de la commune, telle qu'elle ressort de la base de données européenne d’occupation biophysique des sols Corine Land Cover (CLC), est marquée par l'importance des territoires agricoles (63,1 % en 2018), en augmentation par rapport à 1990 (62,1 %). La répartition détaillée en 2018 est la suivante : 
cultures permanentes (34,2 %), forêts (24,2 %), zones agricoles hétérogènes (14,5 %), prairies (14,3 %), milieux à végétation arbustive et/ou herbacée (6,7 %), zones urbanisées (6 %). L'évolution de l’occupation des sols de la commune et de ses infrastructures peut être observée sur les différentes représentations cartographiques du territoire : la carte de Cassini (XVIIIe siècle), la carte d'état-major (1820-1866) et les cartes ou photos aériennes de l'IGN pour la période actuelle (1950 à aujourd'hui).

### Risques majeurs
Le territoire de la commune de Labarde est vulnérable à différents aléas naturels : météorologiques (tempête, orage, neige, grand froid, canicule ou sécheresse), inondations et séisme (sismicité faible). Un site publié par le BRGM permet d'évaluer simplement et rapidement les risques d'un bien localisé soit par son adresse soit par le numéro de sa parcelle.
La commune fait partie du territoire à risques importants d'inondation (TRI) de Bordeaux, regroupant les 28 communes concernées par un risque de submersion marine ou de débordement de la Garonne, un des 18 TRI qui ont été arrêtés fin 2012 sur le bassin Adour-Garonne. Les crues significatives qui se sont produites au XXe siècle, avec plus de 6,70 m mesurés au marégraphe de Bordeaux sont celles du 27 décembre 1999 (7,05 m, débit de la Garonne de 700 m3/s), du 13 décembre 1981 (6,85 m, 1500 à 2 000 m3/s), du 19 mars 1988 (6,84 m, 4 000 m3/s), du 7 février 1996 (6,77 m, 1 000 m3/s) et du 28 avril 1998 (6,73 m, 2 700 m3/s). Au XXIe siècle, ce sont celles liées à la tempête Xynthia du 28 février 2010 (6,92 m, 816 m3/s) et du 31 janvier 2014 (6,9 m, 2500 à 3 000 m3/s). Des cartes des surfaces inondables ont été établies pour trois scénarios : fréquent (crue de temps de retour de 10 ans à 30 ans), moyen (temps de retour de 100 ans à 300 ans) et extrême (temps de retour de l'ordre de 1 000 ans, qui met en défaut tout système de protection). La commune a été reconnue en état de catastrophe naturelle au titre des dommages causés par les inondations et coulées de boue survenues en 1982, 1999 et 2009,.

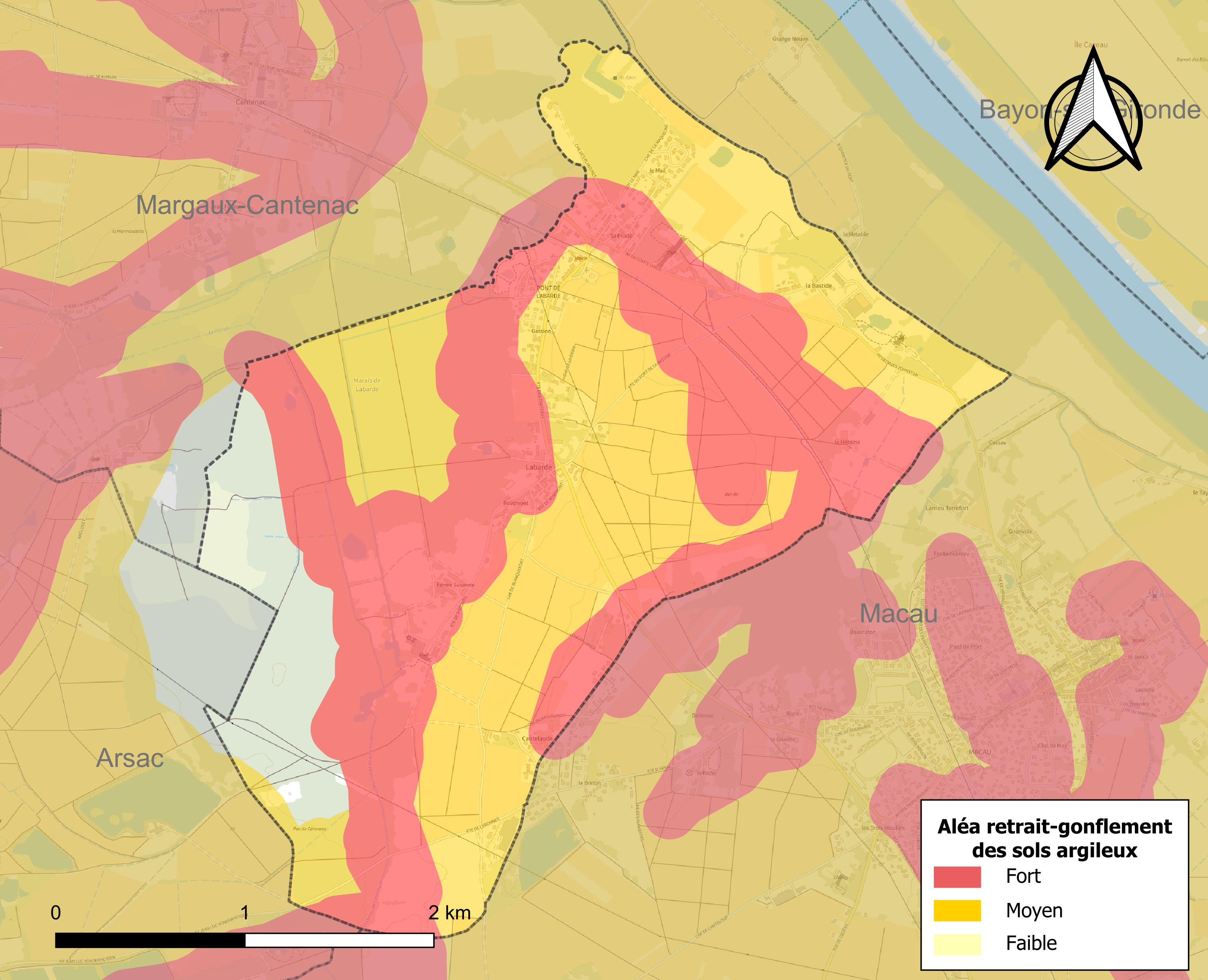
Carte des zones d'aléa retrait-gonflement des sols argileux de Labarde.

Le retrait-gonflement des sols argileux est susceptible d'engendrer des dommages importants aux bâtiments en cas d’alternance de périodes de sécheresse et de pluie. 90,9 % de la superficie communale est en aléa moyen ou fort (67,4 % au niveau départemental et 48,5 % au niveau national). Sur les 267 bâtiments dénombrés sur la commune en 2019,  267 sont en aléa moyen ou fort, soit 100 %, à comparer aux 84 % au niveau départemental et 54 % au niveau national. Une cartographie de l'exposition du territoire national au retrait gonflement des sols argileux est disponible sur le site du BRGM,.
Par ailleurs, afin de mieux appréhender le risque d’affaissement de terrain, l'inventaire national des cavités souterraines permet de localiser celles situées sur la commune.
Concernant les mouvements de terrains, la commune a été reconnue en état de catastrophe naturelle au titre des dommages causés par la sécheresse en 2003, 2005 et 2011 et par des mouvements de terrain en 1999.

## Toponymie
Le nom de Labarde, autrefois La Barda (1289, 1409), n'est pas imputable à quelque barde gaulois féminin, mais au gascon barda (prononciation « barde ») qui signifie « boue » et signale le marécage situé à l'ouest du bourg,.

## Héraldique
| Blason de Labarde | « De gueules à la grappe de raisin tigée et feuillée d'une pièce d’argent, vrillée de sable, à l'alouette essorante d’or brochant à senestre. » L'alouette présente sur le blason renvoie au nom de la commune ; la grappe à son activité viticole. |

## Politique et administration
| Période                                  | Période  | Identité          | Étiquette | Qualité                   |
| ---------------------------------------- | -------- | ----------------- | --------- | ------------------------- |
| mars 2001                                | 2014     | Liliane Monnereau |           |                           |
| 2014                                     | En cours | Matthieu Fonmarty |           | Conseiller Banque Postale |
| Les données manquantes sont à compléter. |          |                   |           |                           |

## Démographie
| 1793 | 1800 | 1806 | 1821 | 1831 | 1836 | 1841 | 1846 | 1851 |
| ---- | ---- | ---- | ---- | ---- | ---- | ---- | ---- | ---- |
| 485  | 251  | 231  | 295  | 342  | 353  | 363  | 372  | 405  |

| 1856 | 1861 | 1866 | 1872 | 1876 | 1881 | 1886 | 1891 | 1896 |
| ---- | ---- | ---- | ---- | ---- | ---- | ---- | ---- | ---- |
| 388  | 363  | 381  | 412  | 413  | 462  | 472  | 486  | 490  |

| 1901 | 1906 | 1911 | 1921 | 1926 | 1931 | 1936 | 1946 | 1954 |
| ---- | ---- | ---- | ---- | ---- | ---- | ---- | ---- | ---- |
| 504  | 513  | 443  | 397  | 343  | 330  | 300  | 289  | 383  |

| 1962 | 1968 | 1975 | 1982 | 1990 | 1999 | 2006 | 2008 | 2013 |
| ---- | ---- | ---- | ---- | ---- | ---- | ---- | ---- | ---- |
| 427  | 435  | 445  | 453  | 695  | 635  | 623  | 619  | 604  |

| 2018 | 2022 | - | - | - | - | - | - | - |
| ---- | ---- | - | - | - | - | - | - | - |
| 593  | 616  | - | - | - | - | - | - | - |

## Lieux et monuments
- Église Saint-Martin de Labarde
- Château Giscours
- Château Dauzac
- Château Siran

## Galerie

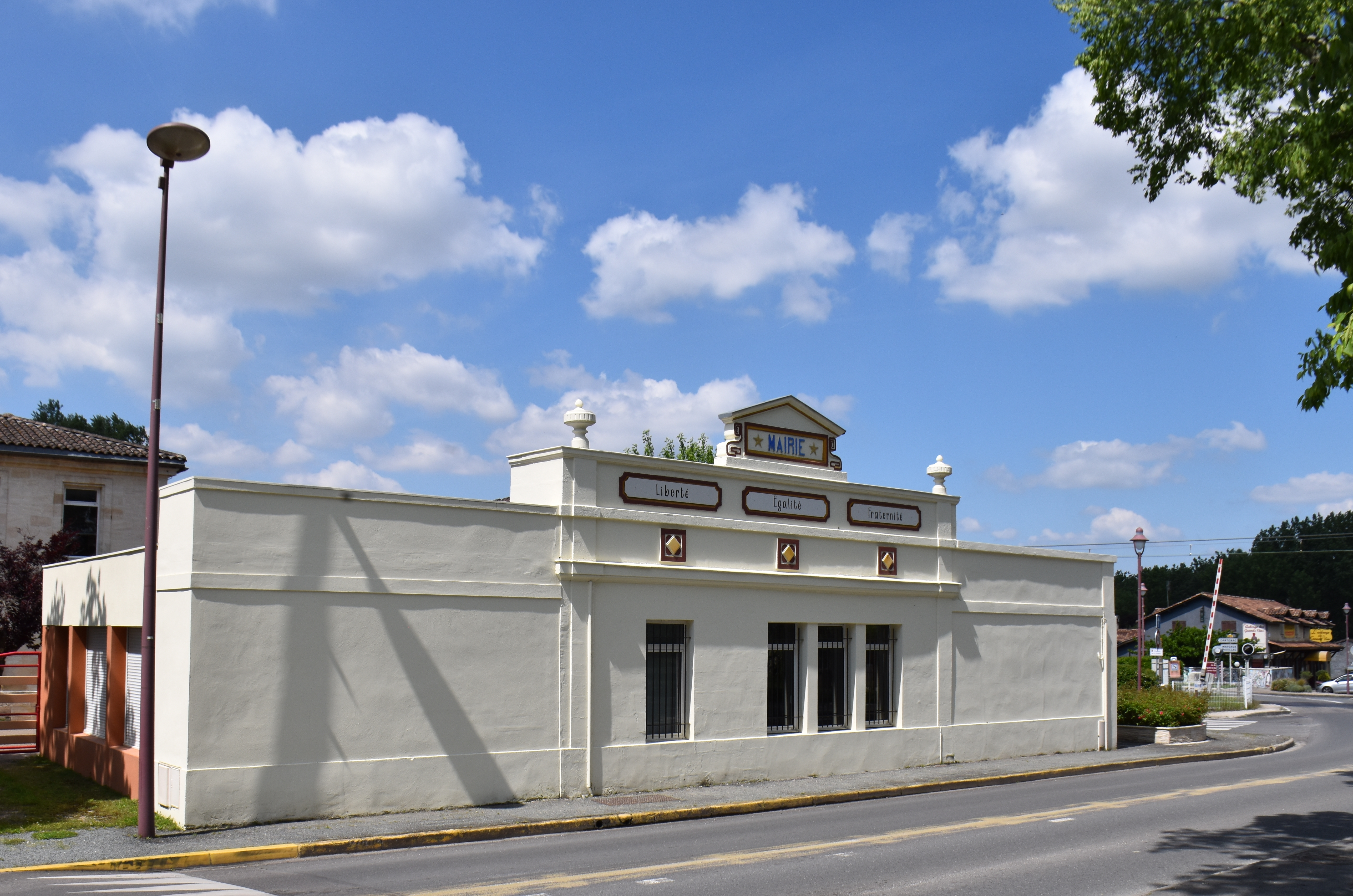
La mairie.
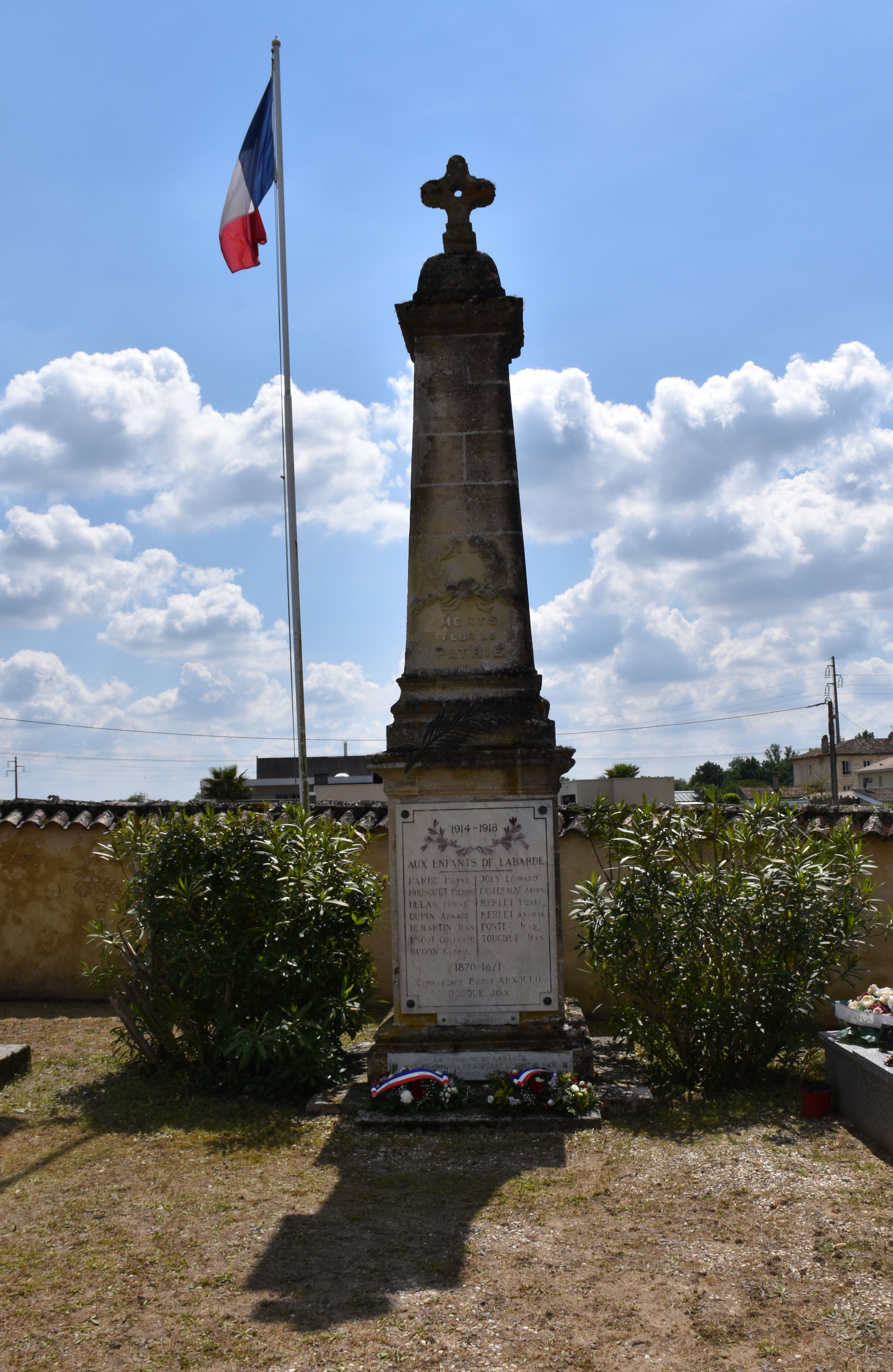
Le monument aux morts.
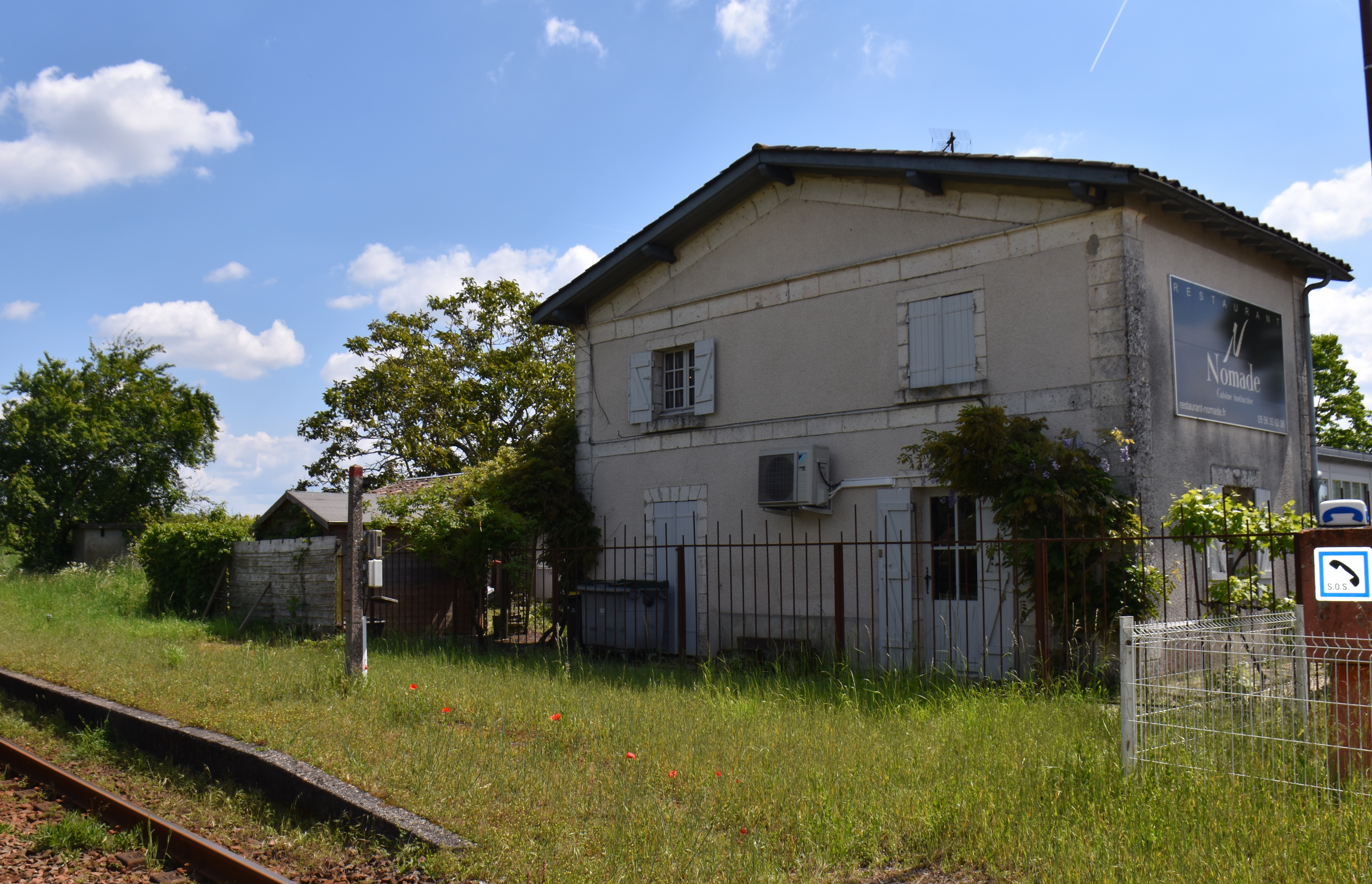
L'ancienne gare en 2024.
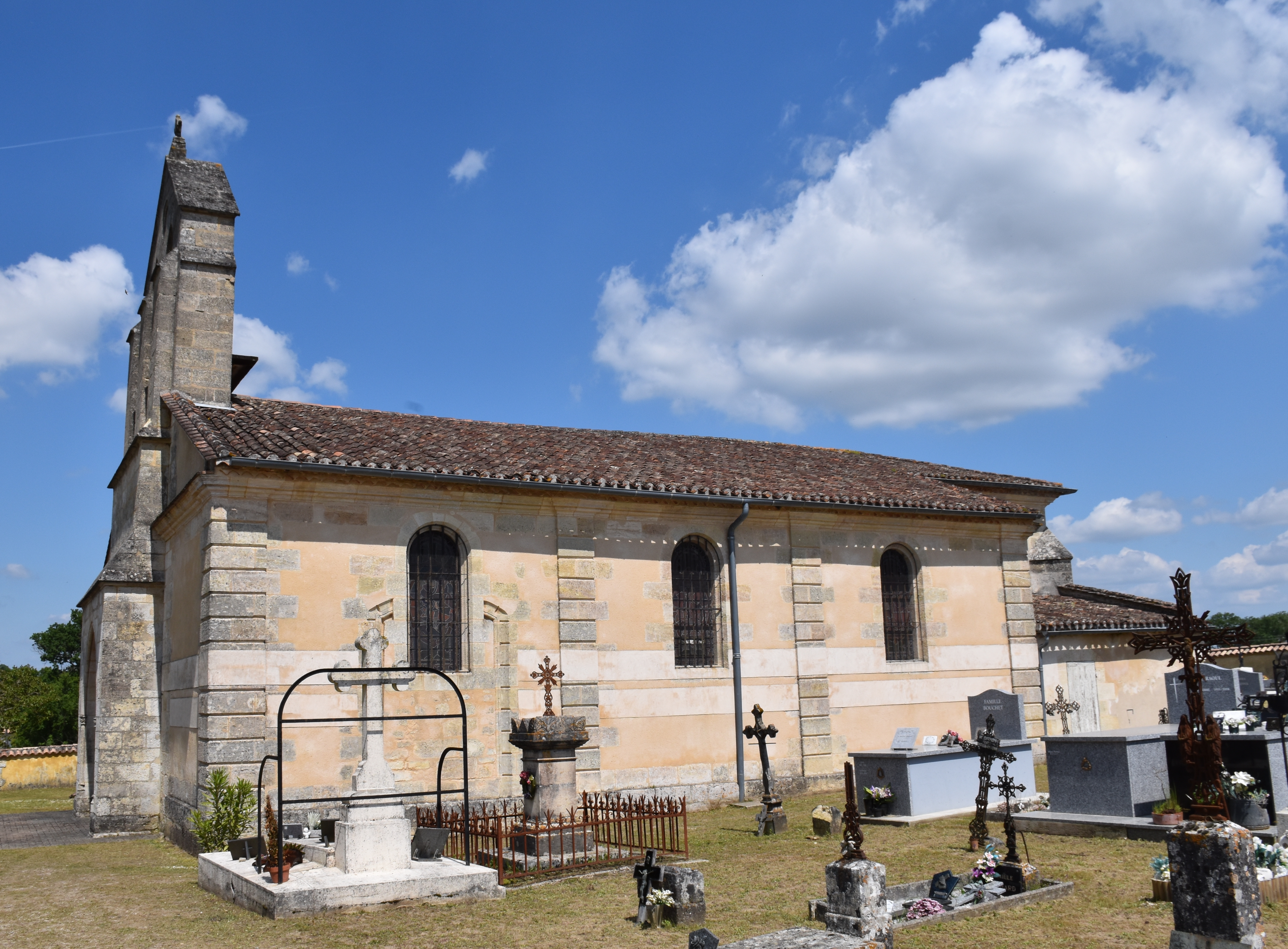
Vue latérale de l'église.
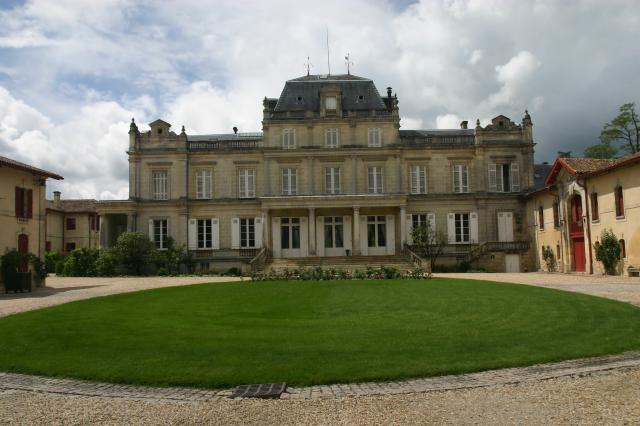
Le château Giscours.